# Doom (игра, 1993)
Doom (стилизованное написание — DooM или DOOM) — компьютерная игра в жанре шутера от первого лица, разработанная и выпущенная компанией id Software в 1993 году. Doom является одной из самых значительных и влиятельных компьютерных игр в истории индустрии; в частности, её популярность во многом определила дальнейшее развитие и распространение жанра шутеров от первого лица.

## Игровой процесс

Бензопила в игре

Игроку предлагается поочерёдно исследовать уровни разной сложности, разгадывать пространственные и (редко) логические задачи, находить тайники, уничтожать как можно больше монстров и выживать. Уровни представляют собой запутанные лабиринты со множеством дверей, ключей, лифтов, шахт, кнопок и секретных комнат. Вместо пола могут быть лава, кислоты разной силы, вода, ядовитые отходы. На большинстве уровней есть телепорты, мгновенно переносящие игрока в другое место на текущем уровне. Некоторые участки пола способны двигаться в вертикальном направлении (как по желанию, так и без желания игрока), другие могут из камня превратиться в кислоту (обычно это выглядит как погружение пола в окружающие его отходы), третьи открывают тайные двери с засадой (технически это осуществляется при пересечении границы между участками, а не при нахождении в одном из них). Потолки некоторых норовят опуститься, как пресс, и сдавить игрока (что не обязательно смертельно даже при сжатии его до нулевой высоты). Кнопками открываются проходы, недоступные ранее, активируются двери и так далее. Так или иначе, конечной целью игрока является поиск выхода с уровня. Это может быть рубильник (зачастую в комнате с надписью «Выход»), люк в полу, особый телепорт или монстр-босс. Увиденная игроком часть уровня, за исключением некоторых секретов и «технических» границ наподобие скайбокс, наносится на автокарту.
Игровой процесс во многом основывается на сложности и интерактивности окружения (лифты, прессы, прочее оборудование). На уровнях есть немало секретных мест, которые необязательно посещать, а также имеются секретные уровни. Как и в Wolfenstein 3D, присутствуют в достаточном количестве помещения-«статисты», не являющиеся секретными, необязательные для прохождения и вообще практически нейтральные к игровому процессу, функция которых состоит только в создании атмосферы и внесении некоторого разнообразия. Навигация на уровне, выбор последовательности и тактики прохождения отдельных его частей и задействования его интерактивных элементов приводят к тому, что в Doom против игрока играет практически весь уровень как единое целое, что тоже является довольно характерной чертой игры. Искусственный интеллект противников, напротив, был ослаблен по сравнению с Wolfenstein 3D (в котором примитивность архитектуры уровней облегчала программирование таких поведенческих шаблонов, как способность солдат зайти со спины или позвать из соседней комнаты подмогу). Пришедшая на смену динамичность уровня как такового является наиболее интересной и новаторской особенностью Doom. Уровень может существенно изменяться по ходу прохождения, что достигается в основном с помощью движения потолков и полов. Также весьма необычны для своего времени разнообразные ловушки, представленные закрывающимися дверями или, например, телепортирующимися противниками из помещения, в которое игрок не может попасть. Несмотря на определённую примитивность и причастность к жанру шутера, описанные выше тактические задачи придавали игре черты приключенческого жанра, требовавшие активного исследования уровня, многие из которых требовали от начинающего игрока много времени на прохождение.
Управление, предлагаемое по умолчанию, совершенно не соответствует современному стандарту управления в шутерах от первого лица, с использованием мыши для поворота и прицеливания и раскладкой WASD для управления движением, однако после выхода первой версии игры многие игроки привыкли именно к такой раскладке, несмотря на наличие многочисленных настроек, позволяющих менять раскладку на любую удобную пользователю: в отличие от Wolfenstein 3D, в Doom можно выставить независимый одновременный прицел мышью (только по горизонтали, прицеливание по вертикали невозможно из-за ограничений движка) и стрейф клавишами при помощи штатных средств, что позволило игрокам в своё время играть в Doom параллельно с более поздними играми этого жанра, не сбивая рефлексов.
Как и в Wolfenstein 3D, в нижней части экрана отображается лицо главного героя, которое реагирует на происходящие события: смотрит в направлении, откуда игрок был атакован, поглядывает по сторонам, кровожадно улыбается при подбирании полезных предметов и оружия, покрывается кровью при снижении здоровья. Лицо указывало пользователям, не имевшим звуковой карты, откуда исходит опасность.

### Многопользовательская игра
В оригинальной игре доступно два многопользовательских режима: кооперативный и Deathmatch (так называемый Deathmatch 1.0). Кооперативный — модификация обычной одиночной игры, когда несколько игроков вместе проходят уровни, сражаясь против монстров; на некоторых уровнях монстров в многопользовательской игре больше. В режиме Deathmatch игроки перестреливаются друг с другом, набирая «фраги» — очки за убийства оппонентов. Начиная с версии 1.5 в Doom появился режим Deathmatch 2.0. Правила Deathmatch 2.0 и стали классическими правилами Deathmatch в других играх.
Также он исправлял недостаток Deathmatch 1.0 — подобранные предметы не возобновляются, что весьма неудобно: с одной стороны, они есть на уровне, с другой — довольно быстро кончаются и более не появляются. В многопользовательской игре на уровнях имеется оружие, недоступное в одиночной.
Изначально отдельных уровней для многопользовательской игры не было, поэтому она происходила на уровнях для одиночной. При выходе из уровня показывалась таблица фрагов, и все игроки переходили на следующий. Предполагалось, что они могут закончить перестрелку тогда, когда они того хотят. В действительности же из-за быстрого течения игры кнопки выхода нажимались случайно, и часто игра кончалась преждевременно. Создатели сторонних уровней либо не делали выхода вообще (но тогда терялась возможность увидеть таблицу фрагов), либо ставили «кооперативный выход»: чтобы закончить уровень, требовались согласованные действия двух игроков.
Doom поддерживал до 4-х игроков по локальной сети (по протоколу IPX), модему или последовательному порту. В отличие от большинства последующих игр, в которых многопользовательская игра завершалась при отключении создавшего её участника (сервера), в «Doom» при этом игра продолжалась. В комплект с игрой входила программа DWANGO, позволявшая играть через интернет и использовавшая 666-й порт. С тех пор порт № 666 зарезервирован за игрой Doom и введён в стандарты RFC.

## Сюжет
Действие игры Doom проходит в научно-фантастических декорациях с использованием приёмов фильма ужасов. Сюжет раскрывается в руководстве пользователя и в самой игре с помощью текстовых вставок между эпизодами.
Игрок выступает в роли безымянного космического десантника. Отсутствие имени у героя создатели объясняют тем, что так игроку будет проще связать себя с персонажем. Главный герой был сослан на Марс после нападения на офицера, отдавшего приказ открыть огонь по гражданским. Он находится под охраной, пока его напарники разбираются с непонятным инцидентом на Фобосе в Объединённой аэрокосмической корпорации (англ. Union Aerospace Corporation, UAC). Внезапно главный герой теряет связь со своими напарниками и, вырвавшись из-под охраны, идёт на поиски отряда. Позже он узнаёт, что проводившиеся корпорацией эксперименты по телепортации дали сбой и через врата, стоявшие на Фобосе ещё до появления на нём человека, полезли адские твари, которые убивали персонал или превращали его в зомби. Всё, что остаётся сделать главному герою, — это найти хоть кого-нибудь из своего отряда и выбраться из этого ада.
В эпизоде «Knee-Deep in the Dead» десантник сражается с демонами и солдатами-зомби на предприятиях по переработке отходов на Фобосе. Эпизод заканчивается тем, что десантник побеждает двух могущественных баронов Ада, охраняющих телепорт на базу Деймос. Выйдя из телепорта, он подвергается нападению монстров и теряет сознание. В эпизоде «The Shores of Hell» герой приходит в себя и прорывается через исследовательские центры Деймоса, которые испорчены сатанинской архитектурой, и убивает гигантского Кибердемона. Осмотревшись, он обнаруживает, что Деймос буквально парит над Адом и спускается на поверхность. В эпизоде «Inferno» десантник проникает в Ад и уничтожает кибернетического демона-паука, который руководил вторжением на спутники Марса. Портал на Землю открывается, и он проходит через него, надеясь отдохнуть от сражений с адскими ордами, но обнаруживает, что Земля также подверглась вторжению демонов, да ещё был убит любимый питомец десантника — кролик Дейзи. Эпизод «Thy Flesh Consumed» рассказывает о первом сражении десантника с силами вторжения на Земле, готовя почву для Doom II: Hell on Earth.

## Разработка

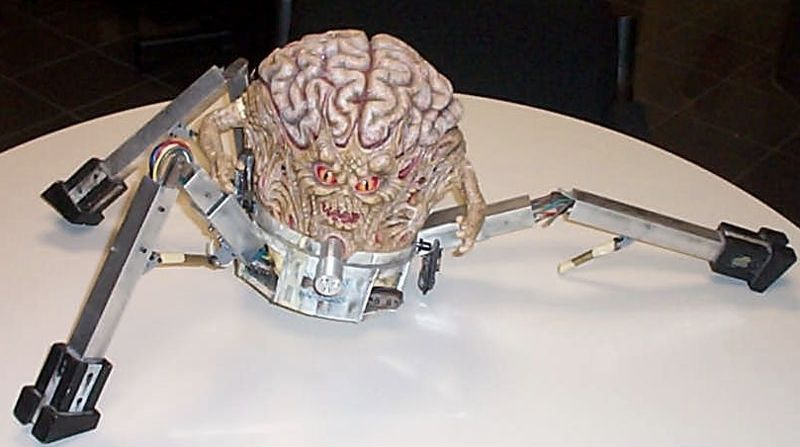
Макет босса-паука

Идею названия игры, по словам главного разработчика Джона Кармака, подсказал фильм «Цвет денег», в котором главный герой Винсент (Том Круз) является в бильярдный зал с чемоданчиком в руке и, в ответ на вопрос «What you’ve got in there?» («Что у тебя там?»), отвечает c улыбкой: «Doom».
Стиль же игры, по признанию Джона Кармака, был навеян фильмами «Чужие» и «Зловещие мертвецы 2».
В начале разработки геймдизайнер Том Холл написал документ, известный под названием «Библия Doom».
В документе было предусмотрен выбор из пяти персонажей (когда ад разверзся, эти пятеро играли в карты), проработанный сюжет, включавший путешествие с военной базы в ад и обратно, военная база располагалась на спутнике некой планеты, называвшемся Tei Tenga. Кармак на всё это ответил так: «Сюжет в игре — как сюжет в порнофильме. Он должен быть, но он не так важен». В итоге документ Холла был отвергнут, но часть его идей вошла в игру в другом виде. Например, планета Tei Tenga превратилась в Фобос, Деймос и Марс (местопребывание ада). Определённую часть образовавшейся пустоты заполнил Джон Ромеро уже по ходу работы. Холл изучил строение различных военных объектов (складов, казарм и других). Однако тестовые уровни, построенные им, были оценены как «банальные и неинтересные», ориентированные больше на реализм, чем на игру. Более абстрактными, но и более пригодными для игры, по мнению Кармака, оказались уровни Джона Ромеро. За полгода до выпуска игры в результате этого творческого конфликта Том Холл покинул компанию.
Для игры был написан псевдотрёхмерный движок, который впоследствии был назван id Tech 1 (Doom engine), поэтому Doom иногда называют 2,5-мерной игрой. Писался движок на Си на рабочих станциях NeXT на операционной системе NEXTSTEP. Изначально использовался компилятор Intel C, но в дальнейшем разработчики перешли на Watcom C. Утилиты были написаны под NeXT на Objective-C. Движок Doom для своего времени был достаточно прогрессивным. Однако в некоторых портах Doom, таких как ZDoom, используется изменённый движок, в котором лишь имитируется поведение объектов Doom, причём эта имитация не всегда соответствует оригиналу.
Некоторые спрайты для игры были нарисованы вручную. Другие (спрайты игрока, арчвайла, паука-предводителя, барона ада) были созданы из металла, латекса и пластилина, сфотографированы с разных углов и дорисованы в графической программе. Трупы убитых монстров, как и другие предметы в игре, невозможно обойти и разглядеть с разных сторон, они будут всегда показаны под одним и тем же углом к игроку. Изображения пистолета и дробовика — фотографии игрушечного оружия. Плазменное ружьё — обломок игрушечного пулемёта, перевёрнутый задом наперёд. Бензопила настоящая, одолженная Тому Холлу его девушкой. Руки, держащие оружие, принадлежат Кевину Клауду, художнику. Текстуры есть как рисованные, так и фотографические. В числе их необычных источников — сапоги из змеиной кожи, принадлежащие Адриану Кармаку, и рана на ноге Кевина Клауда.
Композитором игры выступил Бобби Принс, ранее работавший с id Software над играми серии Commander Keen и Wolfenstein 3D. Изначально Ромеро дал Принсу несколько записей в стиле heavy metal и попросил сделать что-то подобное. Также они решили, что этот стиль подходит не для всех уровней, и Принс сделал несколько треков в стиле «эмбиент». Многие мелодии схожи с композициями известных групп, в частности: Metallica, Slayer, Pantera, AC/DC, Black Sabbath и др. Однако Принс, бывший юрист, чувствовал грань между заимствованием и плагиатом.
Озвучивание было смикшировано частично из звуков животных, частично из записанных Ромеро и Принсом звуков.
Для The Ultimate Doom движок игры был модифицирован, и в него вошли некоторые элементы Doom 2, как, например, возможность использования на уровне мигающего света и быстро работающих дверей. Также был исправлен баг с монстром «потерянная душа», который вёл себя неправильно при столкновении с полом и потолком. При этом номер версии был оставлен прежний 1.9, что привело впоследствии к путанице, особенно с проигрыванием демозаписей игры, сделанных на движке Doom версии 1.9. В предыдущих эпизодах классического Doom был модифицирован первый уровень первого эпизода Knee-Deep in the Dead. Этот уровень был один из самых популярных для сетевого режима Deathmatch, и Джон Ромеро посчитал необходимым его слегка изменить в целях улучшения играбельности сетевых игр на нём. Так как в момент создания The Ultimate Doom id Software была уже занята разработкой Quake и другими проектами, разработчиками не было уделено особого внимания сюжету нового эпизода и его привязке к предыдущим эпизодам, основной акцент был сделан на непосредственный игровой процесс шутера.
Doom для Android, iOS, PlayStation 4, Xbox One и Nintendo Switch был разработан компанией Nerve Software, версии для данных платформ используют движок Unity в качестве «оболочки».

## Выпуск
id Software продолжила политику использования shareware версий, проверенную на Wolfenstein 3D, поэтому была выпущена урезанная версия игры, распространяющаяся бесплатно. Имеет всего один эпизод Knee Deep in the Dead, из восьми видов оружия только шесть.
Официальные версии Doom были выпущены на множестве операционных систем различных аппаратных платформ. После выпуска исходных кодов стали создаваться неофициальные порты на другие платформы. Некоторые версии повторяют версию для DOS, в то время как другие существенно отличаются как по внешнему виду монстров и уровней, так и по числу уровней (в том числе могут присутствовать уровни, отсутствовавшие в оригинале).
Помимо DOS, Doom официально был выпущен для операционных систем Windows, NEXTSTEP, OS/2, Solaris, IRIX, Linux, Mac OS. Установленных копий Doom было гораздо больше этого показателя для Windows 95, что побудило Microsoft выпустить для этой операционной системы отдельный порт игры для продвижения системы в качестве новой игровой платформы. Билл Гейтс, глава Microsoft на тот момент, даже снялся в рекламном ролике, в котором выступал от имени главного персонажа Doom и рекламировал преимущества Windows 95 и DirectX для игроков и разработчиков игр. Неожиданным напоминанием об этом портировании является пасхальное яйцо в Excel 95 — в нём есть трёхмерный уровень, стилизованный под Doom — Hall of Tortured Souls, в котором есть имена и фото разработчиков табличного процессора. Doom был выпущен для приставок Atari Jaguar, Sega 32X, Playstation, Sega Saturn, Super Nintendo Entertainment System, 3DO Interactive Multiplayer, Nintendo 64, Game Boy Advance, Tapwave Zodiac, Xbox, Xbox 360, PlayStation 3 и устройств с iOS.
Версия для Atari Jaguar была выпущена компанией Atari в 1994 году и является первым портом для игровой приставки. В ней больше уровней, чем в версиях для SNES и 32X, и столько же уровней, сколько в версиях для 3DO и GBA: 22 из 27-и уровней, присутствующих на ПК (многие из них упрощены), а также 2 новых уровня. В отличие от версий для SNES, 32X и 3DO, играть можно на полном экране. На уровнях не используются сложные эффекты освещения, меньше перепады в высоте потолков и полов. В игре отсутствуют кибердемон, паук-предводитель и призрак. Игра совместима с сетевым устройством JagLink, что позволяет использовать режим Deathmatch.
В этой версии отсутствует музыка во время игры, однако на титульном экране и в промежутках между уровнями музыка есть. Сохранение игры происходит автоматически при переходе на новый уровень. Можно выбрать оружие, нажав соответствующую ему кнопку на цифровой клавиатуре контроллера
Дополненное издание, получившее название The Ultimate Doom, выпущенное в 1995 году, добавило к трём эпизодам оригинальной Doom четвёртый — Thy Flesh Consumed («Твоя плоть истощена» или «поглощена»).

## Отзывы и критика
| Сводный рейтинг       | Сводный рейтинг | Сводный рейтинг | Сводный рейтинг | Сводный рейтинг | Сводный рейтинг | Сводный рейтинг | Сводный рейтинг | Сводный рейтинг |
| Издание               | Оценка          | Оценка          | Оценка          | Оценка          | Оценка          | Оценка          | Оценка          | Оценка          |
| Издание               | GBA             | iOS             | Mega Drive      | PC              | PS              | Saturn          | SNES            | Xbox 360        |
| --------------------- | --------------- | --------------- | --------------- | --------------- | --------------- | --------------- | --------------- | --------------- |
| GameRankings          | 79,87 %         | 82,86 %         | 80,00 %         | 86,67 %         | 84,00 %         | 47,00 %         | 54,05 %         | 80,16 %         |
| Metacritic            | 81/100          | 84/100          | N/A             | N/A             | N/A             | N/A             | N/A             | 82/100          |
| Иноязычные издания    |                 |                 |                 |                 |                 |                 |                 |                 |
| Издание               | Оценка          | Оценка          | Оценка          | Оценка          | Оценка          | Оценка          | Оценка          | Оценка          |
| Издание               | GBA             | iOS             | Mega Drive      | PC              | PS              | Saturn          | SNES            | Xbox 360        |
| Dragon                | N/A             | N/A             | N/A             | [ 32 ]          | N/A             | N/A             | N/A             | N/A             |
| Русскоязычные издания |                 |                 |                 |                 |                 |                 |                 |                 |
| Издание               | Оценка          | Оценка          | Оценка          | Оценка          | Оценка          | Оценка          | Оценка          | Оценка          |
| Издание               | GBA             | iOS             | Mega Drive      | PC              | PS              | Saturn          | SNES            | Xbox 360        |
| «Мир фантастики»      | N/A             | N/A             | N/A             | 10/10           | N/A             | N/A             | N/A             | N/A             |
| «Страна игр»          | 8,3/10          | N/A             | N/A             | N/A             | N/A             | N/A             | N/A             | N/A             |

Doom получила положительные отзывы. Её выпускали на все существовавшие на тот момент платформы, такие как Panasonic 3DO, Atari Jaguar, Super Nintendo, Sega Saturn, PlayStation и Sega 32X. Версия для Sega Saturn на платформе GameRankings получила самые низкие оценки из всех версий Doom — 47 из 100 возможных.

## Влияние
Игра оказалась популярной: количество проданных копий оценивается в несколько миллионов. В связи с этим зачастую в анонсах и обзорах российских изданий применительно к ней используется эпитет «культовая».
В декабре 1999 года в журнале «Game.EXE» игра заняла первое место в рейтинге «Топ-10 1990-х годов, лучшие компьютерные игры десятилетия по версии лучших разработчиков».
На часть денег, заработанных на продаже игры, программист Джон Кармак смог купить себе Ferrari. На протяжении многих лет после выхода игры не ослабевал интерес к внесению многочисленных любительских модификаций.
Первые версии драйвера IPXSETUP использовали широковещательные пакеты. Поэтому Doom, игру и без того спорную, часто запрещали по формальной причине: игроки полностью блокировали работу сложных корпоративных сетей. С другой стороны, техническая поддержка тех времён зачастую спрашивала жалующегося на неисправность: «Doom работает?» Если ответ «да» — виновато неправильно настроенное программное обеспечение; если «нет» — подозрение на поломку аппаратуры. Это связано с тем, что сложная игра, использующая защищённый режим процессора, зависела практически напрямую от стабильности аппаратного обеспечения. Поскольку в эпоху DOS управление всем спектром существующего аппаратного обеспечения возлагалось на само прикладное ПО (аппаратное обеспечение было намного однообразнее, а стандарты — намного жёстче, так что это было проще, чем кажется), отказ Doom по вине операционной системы и/или драйверов был крайне маловероятен.

### Насилие, сатанизм, нацизм
Игра содержит много насилия и приписываемой сатанистам символики, поэтому игра вызвала оживлённые дебаты. В первых версиях на одном из уровней было изображение свастики; чтобы игра смогла выйти в Германии, свастику исказили.
Всерьёз о влиянии уровня насилия компьютерных игр и их запрета в США стали говорить после массового убийства в школе «Колумбайн» 1999 года, когда двое школьников, Эрик Харрис и Дилан Клиболд, заядлые игроки в Doom, расстреляли из пистолета-пулемёта, карабина и обрезов охотничьих ружей двенадцать своих сверстников и одного учителя. Также ходили слухи, что Харрис сделал уровни для Doom, копировавшие интерьер школы. Хотя Харрис и делал уровни для Doom, но среди них не было уровней старшей школы Колумбайн.
В Doom встречается немало канонических адских символов и терминов, начиная от классических образов демонов и заканчивая названиями некоторых уровней, среди которых встречаются упоминания, например, реки Стикс и адского города Дит.

### Моддинг
Doom — одна из первых игр, в которой разрешалась модификация. В частности, через командную строку можно было добавлять новые .WAD-файлы с уровнями, графикой, звуками и так далее. Хотя редакторы с игрой не предлагались, но игровые данные не были зашифрованы, и любители распознали формат данных и написали их. Doom удачно сочетал простоту редактирования и мощность игрового движка, и создавать уровни для него может практически любой.
Впоследствии id Software выпустила несколько дисков Master Levels for Doom II, заполненных лучшими самодельными .WAD-файлами.
Широкая поддержка модификаций обусловила большую популярность среди игроков, вокруг игр id Software сформировалось крепкое игровое сообщество, которое по-прежнему выпускает контент для различных версий Doom и его открытых реализаций. На одном из ресурсов, посвящённых модификациям Doom, хранилось свыше 18 тысяч разнообразных пользовательских модификаций.
31 мая 2019 года, спустя 26 лет с момента выхода игры, Джон Ромеро опубликовал пятый эпизод под названием SIGIL, содержащий 9 новых карт к Doom и Ultimate Doom. Эпизод, имеющий формат модификации, доступен в двух редакциях — в виде бесплатной загрузки, содержащей WAD-файлы, совместимые с большинством современных реализаций движка id Tech 1, и в виде ограниченного коробочного издания, содержащего дополнительные материалы по игре.

### Наследие
Благодаря относительной простоте движка Doom было написано несколько простых в освоении редакторов уровней для этой игры. Многие разработчики игр начинали именно с конструирования уровней для «Doom».
Набор оружия из Doom, содержащий пистолет, дробовик, пулемёт и ракетомёт, стал эталонным для шутеров от первого лица, а встречаемая в игре бензопила стала неотъемлемым символом всей серии игр Doom.
Doom стал основоположником deathmatch.
Благодаря тому, что исходные тексты Doom были опубликованы на правах GNU General Public License, были созданы многочисленные любительские модификации игры, а также версии «Doom» для новых платформ. Была добавлена поддержка OpenGL, введена консоль, усовершенствован сетевой код и т. д. Кроме того, именно с опубликования «Doom» началась традиция отдавать FLOSS-сообществу исходные тексты игры или её важнейших частей.
Существует активное сообщество поклонников Doom (именующих себя «думерами»), которые занимаются созданием и доработкой модификаций, конструируют уровни, соревнуются в скоростном прохождении игры (как оригинальной, так и изменённой) и играют друг с другом по интернету. Порт для игры в Интернет — ZDaemon — допускает, помимо классических кооперативного и Deathmatch режимов игры, также игру в новых режимах. В частности, пользуется всё большей популярностью режим «захват флага» (англ. capture the flag, сокр. CTF).
Многочисленные порты существенно расширили геометрические возможности игры. Например, появились наклонные плоскости и многоэтажность (из секторов можно делать не только многоэтажные локации, но даже строить предметы интерьера, машины, скалы и т. д., используя секторы как полигоны). Некоторые порты поддерживают графику высокого разрешения, некоторые имеют трёхмерные модели, динамическое освещение, развитый язык скриптов и другие возможности. Всё это предоставляет создателям модификаций свободу в творчестве. По проработанности графики выделяются порты Doomsday (часто возникает путаница с jDoom, но jDoom — это один из плагинов Doomsday) и его форк Risen3D, по возможностям для маппинга и моддинга — GZDoom и EDGE. Также популярны ZDoom, ZDoom GL, Vavoom, Legacy Doom, Boom, SkullTag, Odamex. Однако .WAD, написанные с использованием возможностей какого-то порта, не обязательно будут работать в другом. Например: .WAD от ZDoom подходят для GZDoom (но не наоборот) и ZDoom GL, .WAD от Boom подходят для ZDoom и т. д.
В настоящее время для портов обязательной является совместимость на уровне классического Doom и порта Boom, который является де-факто стандартом в создании карт. Не исключено, что со временем обязательной станет совместимость и на уровне порта ZDoom. До какой-то степени это наблюдается уже сейчас в порте Vavoom, который имеет ограниченную поддержку некоторых особенностей ZDoom. Над разрешением проблемы совместимости портов сейчас активно работают их создатели. Введён даже отдельный формат для уровней под названием UDMF (англ. Universal Doom Map Format), который является результатом совместной работы разработчиков портов над созданием стандартизированного формата уровней.
Некоторые порты представляют собой улучшенные и осовремененные версии оригинального движка игры (Boom и его производные), другие лишь имитируют работу оригинального движка (семейство ZDoom), что не позволяет, к примеру, проигрывать в них записанные в оригинальном Doom демки.
В этой серии вышла также игра-продолжение Doom II: Hell on Earth (в 1994 году), а также дополнения The Ultimate Doom (1995 год), Master Levels for Doom II (1995 год, сборник лучших уровней для Doom II, созданных энтузиастами и объединённых id Software) и Final Doom (1996 год). Игра была разработана для ПК под управлением DOS, затем портирована на различные платформы, включая десять игровых консолей. В 2004 году вышла игра Doom 3, по-новому рассказывающая старую историю, по мотивам которой в 2005 году был снят художественный фильм «Doom». В 2016 году вышла новая игра серии, которая, как и первая часть, получила название Doom.

### Упоминание в культуре

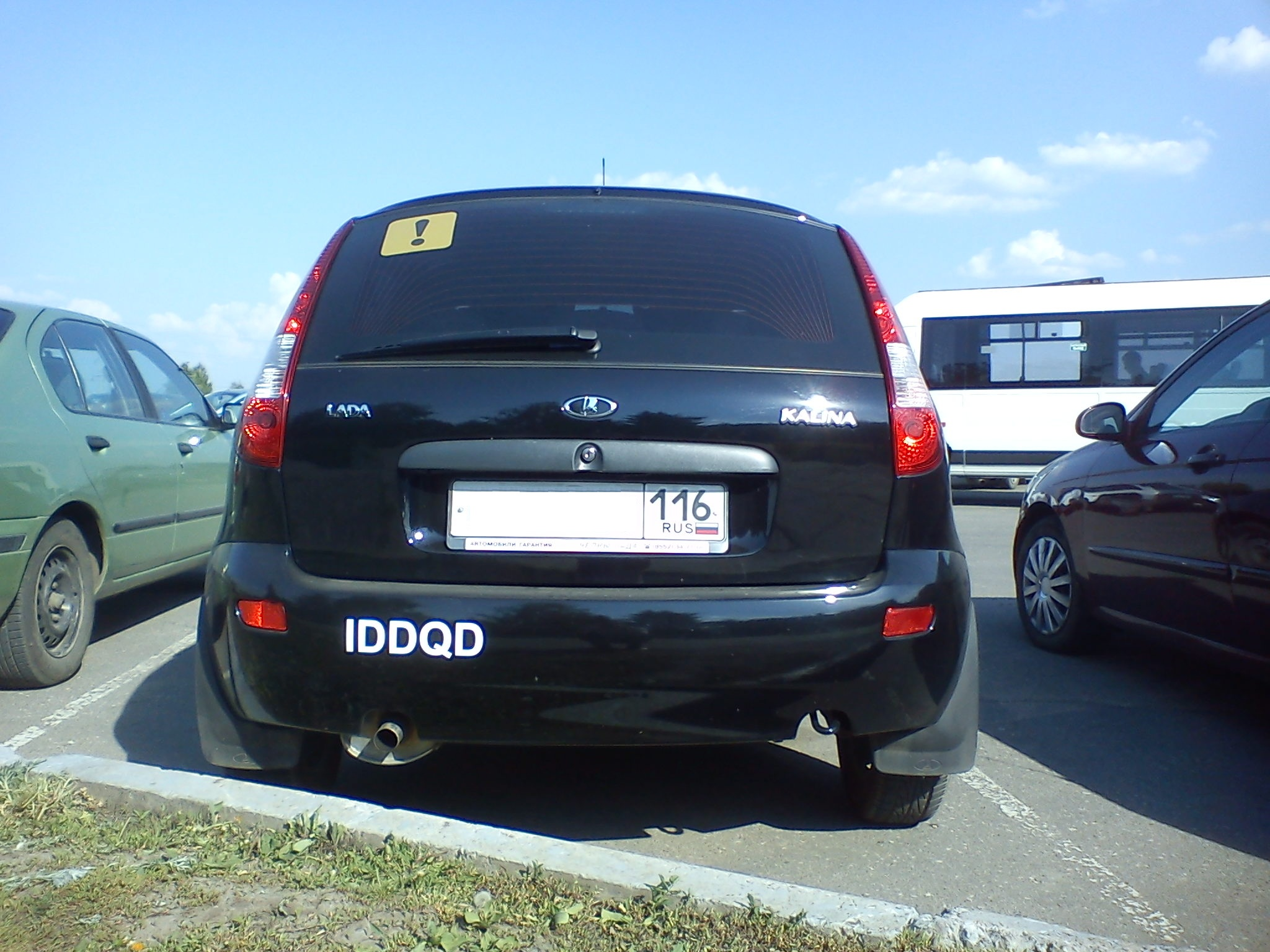
IDDQD на автомобиле фаната DOOM

Doom оказала огромное влияние на игровую индустрию, цитирование элементов игры можно встретить в различных произведениях. Например, морпехи из игры присутствуют в играх Rage, Quake III Arena, Tony Hawk’s Pro Skater 3 (в качестве секретного скейтера) и Duke Nukem 3D (встретив погибшего пехотинца, Дюк Нюкем произносит фразу «That One DOOMed Space Marine»). В игре Soldier of Fortune II: Double Helix можно на одном из компьютеров обнаружить заставку из Doom.
Doom упоминается в эпизоде 414 мультсериала «Гриффины» PTV, в котором малыш Стьюи Гриффин насмерть переезжает на трёхколёсном велосипеде импа из игры. В эпизоде 1606 Midnight Rx другого популярного сериала «Симпсоны» видно, как один из персонажей играет в Doom на своём рабочем месте.
Кроме того, упоминания о Doom встречаются в произведениях 1990-х годов русских фантастов. Так, в некоторых рассказах Леонида Каганова фигурирует робот по имени IDDQD. Он считается самым старым и мудрым роботом в общине, живущим на заброшенной электростанции. В романе Генри Олди «Мессия очищает диск» главный герой, случайно вызвав демона, пытается набрать IDDQD на несуществующей клавиатуре, приговаривая: «Говорили мне умные люди, не играй в Doom». В романе о «Глубине» под названием «Лабиринт отражений» российского писателя-фантаста Сергея Лукьяненко неоднократно упоминается игра «Doom». К примеру, сам «эффект Глубины» был впервые открыт во время игры в Doom. По книгам, эта игра стала прообразом для популярного в Глубине онлайн-шутера «Лабиринт Смерти». Неоднократно упоминаются «думеры старой школы», споры «мышатников» с «клавиатурщиками». Игра в Doom также описана в его повести «Временная суета» из сборника «Время учеников».
В одном из выпусков шоу «Разрушители легенд» Адам Сэвидж и Джейми Хайнеман решили проверить, возможно ли сражаться с монстрами, неся на себе несколько видов оружия, гранат и аптечек. Для эксперимента была в реальности воссоздана одна из локаций Doom 3 BFG Edition, в создании которой принимал участие творческий директор id Software Тим Уиллитс.